# Broadlands

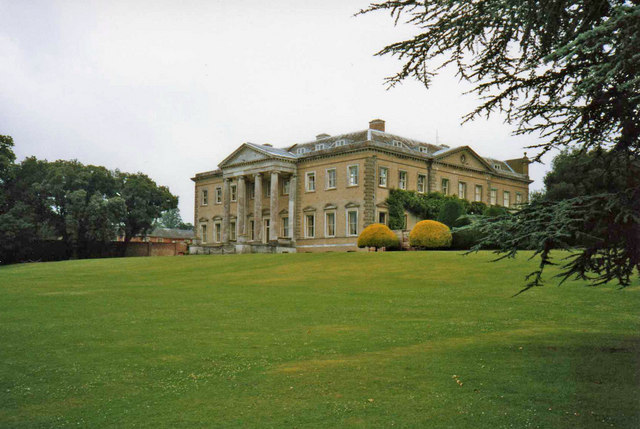
Aspecto exterior de Broadlands.

Broadlands é um palácio rural que se situa perto da cidade de Romsey, em Hampshire, Inglaterra.

## História

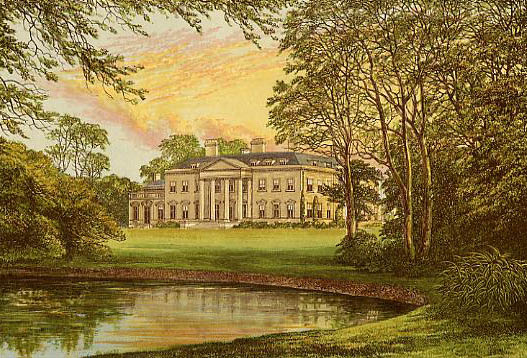
Broadlands representado na obra Country Seats de Morris(1880).

O original senhorio e área conhecidos como Broadlands tinham pertencido à Abadia de Romsey antes mesmo da época da Conquista Normanda. Em 1547, depois da Dissolução dos Mosteiros, Broadlands foi vendida a Sir Francis Fleming. A sua filha casou-se com Edward St.Barbe e o senhorio permaneceu como propriedade da família St. Barbe durante os 117 anos seguintes. Sir John St.Barbe fez muitos melhoramentos ao senhorio antes deste ser herdado pelo seu primo, Humphrey Sydenham, em 1723. Quando Sydenham ficou arruinado pela Bolha dos Mares do Sul, procedeu à venda de Broadlands a Henry Temple, 1º Visconde Palmerston, em 1736. Foi o 1º Visconde Palmerston quem iniciou, por sua vez, a desformalização dos jardins entre o rio e o edifício, produzindo a descida suave para o rio. 
Em 1767, uma importante transformação arquitectónica foi começada por Capability Brown e concluída por Henry Holland, o que fez de Broadlands o elegante palácio rural paladiano que se vê actualmente. Na verdade, o 2º Visconde Palmerston solicitou que o famoso arquitecto e desenhador paisagístico setecentista Lancelot "Capability" Brown fosse ali e aproveitasse as "capacidades" (capabilities) do solar Tudor e Jacobeano inicial. Entre 1767 e 1780, o "trabalho de desformalização inicial de William Kent foi finalizado, assim como outras intervenções paisagísticas, plantações, limpezas e trabalho na margem do rio.
Actualmente, Broadlands é a residência de Norton Knatchbull, 8º Barão Brabourne, e de sua esposa, Lady Brabourne. Até recentemente, o casal gozou do estilo de cortesia de Lorde e Lady Romsey, um título subsidiário de Patricia Knatchbull, 2.ª Condessa Mountbatten de Burma, mãe de Lorde Brabourne, cujo falecido marido foi John Knatchbull, 7º Barão Brabourne. Lord Brabourne é neto de Louis Mountbatten, 1º Conde Mountbatten de Burma.

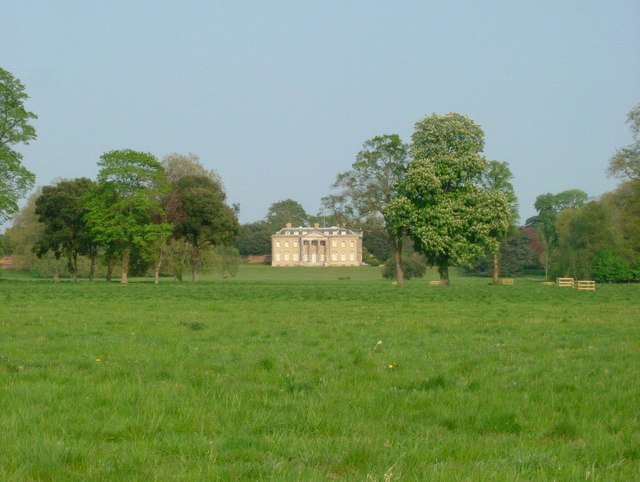
O palácio visto através dos campos.
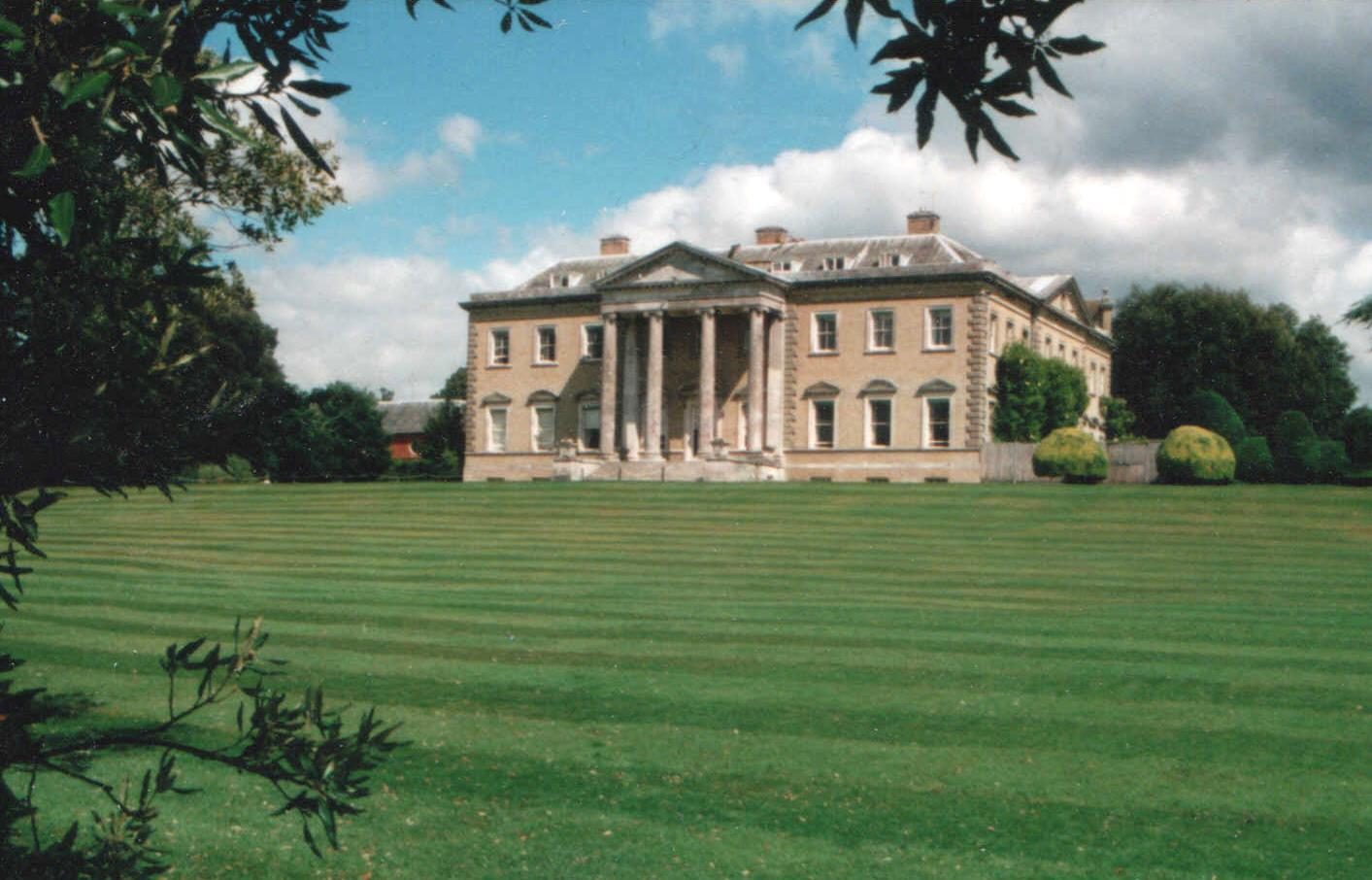
Aspecto exterior do palácio.

## Ligação externa
- Website oficial de Broadlands (em inglês)
- mountbattenofburma.com - Website Tributo & Memorial a Louis, 1º Conde Mountbatten de Burma